# یوزپلنگ (فیلم ۲۰۰۷)
یوزپلنگ (به انگلیسی: Cheetah) فیلمی هندی محصول سال ۲۰۰۷ و به کارگردانی پوری جاگاناد است. در این فیلم بازیگرانی همچون رام چاران، پراکاش راج، اشیش ویدیارتی، نها شارما و سایاجی شینده ایفای نقش کرده‌اند.